# Кастильо, Николас
Никола́с Игна́сио Касти́льо Мо́ра (исп. Nicolás Ignacio Castillo Mora; 14 февраля 1993 в Сантьяго, Чили) — чилийский футболист, нападающий клуба «Универсидад Католика». Выступал за национальную сборную Чили.

## Ранняя жизнь
Николас Кастильо родился 14 февраля 1993 года в Ренке, районе города Сантьяго, Чили.

## Клубная карьера

### «Универсидад Католика»
Имея изысканную технику, Николас Кастильо начал свой футбольный путь в 2007, участвуя в юношеских командах для игроков не старше 14 лет, где сразу привлёк к себе внимание. Его сила, техника, выбор позиции и умение забивать выделяли его среди остальных. Уже тогда он был поклонником «Универсидад Католики», будучи частью «крестоносцев» в подростковом возрасте.
В 17 лет Николас подписал свой первый контракт с клубом при тогдашнем главном тренере «Католики» Марко Антонио Фигероа, и дебютировал в основном составе «Католики» 22 мая в матче кубка Чили против «Сан-Педро-де-Атакама», завершившемся победой 4-0, и в котором он вышел на замену Пабло Враньикана на 74-й минуте. А уже в ответном матче в Сан-Карлосе его команда разгромила «северян» со счётом 10-0, а Кастильо забил один из голов команды. После увольнения Фигероа с поста главного тренера он регулярно вызывался в основной состав Хуаном Антонио Пицци, выиграв под его руководством чемпионат Чили уже в первом сезоне.
В декабре 2010 он был признан лучшим игроком молодёжной команды «Универсидад Католика». В Апертуре 2011 Чилийский Златан занял второе место вместе со своей командой.
Кастильо забил два гола в дерби против «Коло-Коло» в Кубке Чили в 2011 году, в котором «Католика» одержала победу над «белыми» со счётом 3-0 на стадионе «Монументаль». В составе «Универсидад Католика» выступали игроки молодёжной команды, а «Коло-Коло» выставил дублеров.
9 февраля 2012 Кастильо дебютировал в международных турнирах за «Универсидад Католика». Он вышел на замену в матче группового этапа Кубка Либертадорес 2012 против «Боливара» из Ла-Паса, завершившемся вничью 1-1.
2 марта 2012 Кастильо забил свой первый гол за основной состав «Универсидад Католика» в чемпионате Чили в матче Апертуры против «Рейнджерс де Талька». После этого, он отметился голом в матче против «Депортес Ла-Серена», завершившемся со счётом 3-0, забив потрясающим ударом в угол. Затем, он также поучаствовал в победе 5-0 над «Кобресалем». Он закрыл свой бомбардирский счёт в Апертуре 2012 в матче против «Универсидад де Чили», в «Класико университарио», прошедшем на стадионе «Сан Карлос де Апокиндо» и завершившемся победой «Универсидад Католика».
В матче Клаусуры 2012 против «Депортес Ла-Серена» Кастильо забил свой первый гол после отсутствия из-за травмы. Он забил второй гол «Универсидад Католика» в матче Южноамериканского кубка 2012 против «Индепендьенте». 17 октября в матче Кубка Чили против «Магальянес» он забил второй гол своей команды, победившей со счётом 4-1. В матче против «Универсидад де Консепсьон» он сравнял счёт, а сама игра завершилась вничью 2-2. Этот результат означал, что «Универсидад Католика» не смог попасть в плей-офф чемпионата, однако, он по-прежнему участвовал в Южноамериканском кубке, где он встретился с «Сан-Паулу» в полуфинале. Николас забил в ворота «трёхцветных» в первом матче, а «Универсидад Католика» прошёл в финал после нулевой ничьей на «Морумби».

### «Брюгге»
В январе 2014 года Кастильо перешёл в «Брюгге», подписав контракт до 2018 года. 9 февраля 2014 года он дебютировал в чемпионате Бельгии в матче против «Генка» (1:3).

### «Майнц 05»
28 января 2015 года Кастильо был взят в аренду немецким клубом «Майнц 05» до конца сезона с правом последующего выкупа.

## Международная карьера
Кастильо впервые был вызван в молодёжную сборную Чили главным тренером Фернандо Карвальо в 2010 году в возрасте 17 лет. 6 июня 2012 впервые был вызван в главную сборную на отборочный матч чемпионата мира 2014 против сборной Венесуэлы, чтобы заменить Эдуардо Варгаса, выбывшего из состава из-за недисциплинированного поведения. В январе 2013 он был вызван главным тренером Марио Саласом в состав сборной Чили на молодёжный чемпионат Южной Америки в Аргентине. В первых двух матчах турнира Николас забил по голу в ворота хозяев, принеся своей команде минимальную победу со счётом 1:0, и сборной Боливии.

### Голы за сборную Чили
| №  | Дата            | Место                         | Соперник | Гол | Результат | Соревнование      |
| -- | --------------- | ----------------------------- | -------- | --- | --------- | ----------------- |
| 1. | 28 мая 2016     | Винья-дель-Мар, Чили          | Ямайка   | 1:2 | 1:2       | Товарищеский матч |
| 2. | 16 октября 2018 | Сантьяго-де-Керетаро, Мексика | Мексика  | 1:0 | 1:0       | Товарищеский матч |
| 3. | 20 ноября 2018  | Темуко, Чили                  | Гондурас | 4:1 | 4:1       | Товарищеский матч |
| 4. | 22 марта 2019   | Сан-Диего, США                | Мексика  | 1:3 | 1:3       | Товарищеский матч |

## Стиль игры
Кастильо выступает на позиции центрального нападающего, популярной «девятки». Способен уходить от защитников соперника, хорошо играет в пас. Все это сочетается с сильной личностью и характером. За свой потенциал и хорошую технику сравнивается с такими известными игроками, как Златан Ибрагимович, благодаря чему его часто называют «чилийским Златаном».

## Достижения
«Универсидад Католика»
- Чемпион Чили: 2010
- Обладатель Кубка Чили: 2011

Чили
- Победитель Кубка Америки: 2016

### Индивидуальные
- Лучший бомбардир Кубка «Универсидад Католика» для юношей до 17 лет: 2011